# گمینا خاننا
گمینا خاننا (به لهستانی:  Gmina Hanna) یک گمینا در لهستان است که در شهرستان وووداوا واقع شده‌است. گمینا خاننا ۱۳۹٫۰۲ کیلومتر مربع مساحت و ۳٬۳۳۹ نفر جمعیت دارد.